# Tanjunganom (Rakit)
Tanjunganom is een bestuurslaag in het regentschap Banjarnegara van de provincie Midden-Java, Indonesië. Tanjunganom telt 2852 inwoners (volkstelling 2010).